# Município de Carryall
Localização do Ohio nos E.U.A.
O município de Carryall (em inglês: Carryall Township) é um local localizado no condado de Paulding no estado estadounidense de Ohio. No ano 2010 tinha uma população de 2980 habitantes e uma densidade populacional de 31,72 pessoas por km².

## Geografia
O município de Carryall encontra-se localizado nas coordenadas 41° 12′ 39″ N, 84° 44′ 19″ O. Segundo o Departamento do Censo dos Estados Unidos, o município tem uma superfície total de 93.96 km², da qual 92,66 km² correspondem a terra firme e (1,38 %) 1,3 km² é água.

## Demografia
Segundo o censo de 2010, tinha 2980 pessoas residindo no município de Carryall. A densidade de população era de 31,72 hab./km².